# Соколюк Зиновій
Соколюк Зиновій (псевдо: «Семенів», 1926, Белз — 2 січня 1998, Мюнхен) — політвиховник сотні «Холодноярці-1», український науковець-правник, професор УВУ з 1961 року, проректор та декан факультету права та суспільно-політичних наук.

## Життєпис

(м. Регенсбург, 3.03.1948). Зліва направо: Микола Фриз («Вернигора»)‚ Петро Миколенко («Байда»), Михайло Озимко (“Залізняк”), Роман Боднар («Сагайдачний»), Михайло Борис («Жан»)‚ Модест Ріпецький («Горислав»), Степан Ґоляш («Мар»)‚ Михайло Дуда («Громенко»), Зиновій Соколюк (“Семенів”).

Народився 9 липня 1926 року в Белзі на Галичині.
Член Юнацтва ОУН з 1943. В УПА з березня 1944. Спочатку служив писарем 6-го політвиховного відділу штабу ВО-2 «Буг». Курсант старшинської школи “Олені-2” протягом липня - жовтня 1944.
Політвиховник сотні «Холодноярці-1» з квітня 1945 до 1946. Згодом політвиховник сотні «Переяслави-1» куреня «Переяслави» ТВ-13 «Розточчя» ВО-2 «Буг» (1946-1947). Разом з куренем «Переяслави» перейшов до ТВ-27 «Бастіон» ВО-6 «Сян» (1946-1947). В 1947 з групою повстанців перейшов до Західної Німеччини.
Поступив на студії права і суспільних наук в Українському вільному університеті, які закінчив докторатом у 1953 році. У 1955 році став доцентом, а згодом професором УВУ. Був декілька разів обраний деканом факультету права й суспільно-економічних наук та проректором. Одночасно обіймав посаду директора Інституту німецько-українських відносин.
Керівник історично-архівного відділу Місії УПА при ЗП УГВР. Голова товариського суду ОКВ УПА в Німеччині (09.1954-?), член Об’єднання колишніх вояків УПА США і Канади, член видавничого комітету “Літопису УПА” (1973-1997). 
Ст. вістун (22.10.1944), ст. булавний (1.01.1946), поручник-виховник УПА (1.07.1949).
Помер 2 січня 1998 року в Мюнхені, похований на цвинтарі Вальдфрідгоф.

## Наукова спадщина
- «Василь В. – Мрія» // Зиновій Соколюк. На сторожі. – Львів, 2000. – С.81-87.
- «Рейди УПА та їх значення»

Автор наукових статей з адміністративного і державного права, а також статей на совєтознавчі теми в українській пресі.
На науковій ниві — учень професора-правника Юрія Панейка.
Габілітаційна праця «Теорія поліції» (вийшла друком у видавництві «Гадяч» у 2005 р.).